# Ellen Travolta

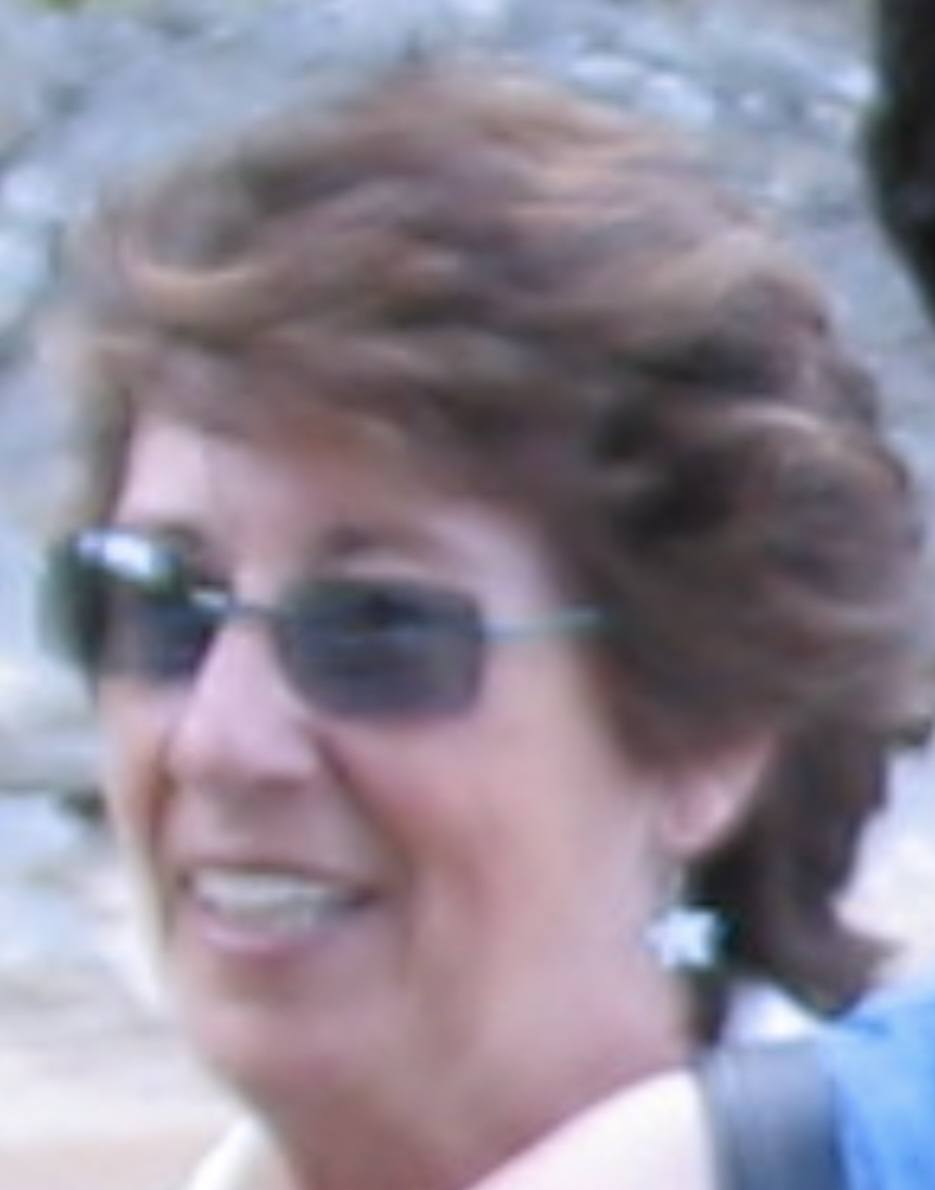
Ellen Travolta (2004)

Ellen Travolta Bannon (* 6. Oktober 1939 in Englewood, New Jersey) ist eine US-amerikanische Schauspielerin.

## Leben
Ellen Travolta wurde 1939 als ältestes von sechs Kindern des Ehepaares Salvatore „Sam“ Travolta (1912–1995) und Helen Cecilia Travolta (1912–1978) geboren. Ihre Geschwister Sam Jr., Margaret, Ann, Joey und John Travolta schlugen alle Karrieren in der Filmbranche ein.
Travolta war seit Mitte der 1970er Jahre in zahlreichen Fernseh- und Filmproduktionen zu sehen. 1978 trat sie an der Seite ihres Bruders John in einer Kleinstrolle im  Musicalfilm Grease als Kellnerin auf. Von 1981 bis 1984 verkörperte Travolta in der Fernsehserie Happy Days die Figur der Louisa Arcola. Die gleiche Rolle übernahm sie ab 1982 im Serien-Ableger Joanie Loves Chachi. Von 1987 bis 1990 war Travolta in 70 Episoden der Fernsehserie Charles in Charge als Lillian zu sehen.
Aus ihrer 1964 geschlossenen erste Ehe mit James Fridley gingen der Sohn Tom Fridley und eine Tochter hervor. 1983 heiratete Travolta den Schauspieler Jack Bannon. 1994 zog das Paar nach Coeur d’Alene in Idaho, wo sie künftig verstärkt am Theater auftraten. Seit dem Jahr 2013 veranstaltete sie alljährlich mit ihrer Familie eine Christmas Miracles betitelte Weihnachts-Show in Coeur d’Alene. Ihr Ehemann verstarb am 25. Oktober 2017.

## Filmografie (Auswahl)
- 1975: Bronk (Fernsehserie, 1 Episode)
- 1976: Calling Dr. Gannon (Fernsehserie, 1 Episode)
- 1976: All in the Family (Fernsehserie, 1 Episode)
- 1976, 1977: Visions (Fernsehserie, 2 Episoden)
- 1977: Cover Girls (Fernsehfilm)
- 1977: What's Happening!! (Fernsehserie, 1 Episode)
- 1977: Police Story (Fernsehserie, 1 Episode)
- 1977: Intimate Strangers (Fernsehfilm)
- 1977–1978: Welcome Back, Kotter (Fernsehserie, 4 Episoden)
- 1977, 1978: Eight Is Enough (Fernsehserie, 2 Episoden)
- 1978: One Day at a Time (Fernsehserie, 1 Episode)
- 1978: The President’s Mistress (Fernsehfilm)
- 1978: CHiPs (Fernsehserie, 1 Episode)
- 1978: Wheels (Miniserie)
- 1978: The Courage and the Passion (Fernsehfilm)
- 1978: Grease
- 1978: Are You in the House Alone? (Fernsehfilm)
- 1978: Love Boat (The Love Boat, Fernsehserie, 1 Episode)
- 1978: Noch Fragen Arnold? (Diff'rent Strokes, Fernsehserie, 1 Episode)
- 1979: Elvis – The King (Elvis, Fernsehfilm)
- 1979: Schauplatz New York (Eischied, Fernsehserie, 2 Episoden)
- 1979: Lou Grant (Fernsehserie, 1 Episode)
- 1979: Gehirnwäsche (Human Experiments)
- 1979: Angie (Fernsehserie, 2 Episoden)
- 1979: Makin' It (Miniserie,  9 Episoden)
- 1980: Sheriff Lobo (The Misadventures of Sheriff Lobo, Fernsehserie, 1 Episode)
- 1980: Herzbube mit zwei Damen (Three’s Company, Fernsehserie, 1 Episode)
- 1980: Number 96 (Fernsehserie, 1 Episode)
- 1981–1984: Happy Days (Fernsehserie, 5 Episoden)
- 1982: Quincy (Quincy M.E., Fernsehserie, 1 Episode)
- 1982–1983: Joanie Loves Chachi (Fernsehserie, 17 Episoden)
- 1983: Allison Sydney Harrison (Fernsehfilm)
- 1986: Bridges to Cross (Fernsehserie, 1 Episode)
- 1986: Circle of Violence: A Family Drama (Fernsehfilm)
- 1987–1990: Charles in Charge (Fernsehserie, 70 Episoden)
- 1989: Mord ist ihr Hobby (Murder, She Wrote, Fernsehserie, 1 Episode)
- 1994–1996: General Hospital (Fernsehserie)
- 1997: Ein Single kommt immer allein (The Single Guy, Fernsehserie, 2 Episoden)
- 1997: The Pretender (Pretender, Fernsehserie, 1 Episode)
- 1998: Too Hard to Die
- 1998: Mel
- 1999: The Basket
- 1999: Passions (Fernsehserie, 1 Episode)
- 2001: Face to Face
- 2002: Für alle Fälle Amy (Judging Amy, Fernsehserie, 1 Episode)
- 2006: Lonely Hearts Killers (Lonely Hearts)
- 2006: Waitin' to Live
- 2009: Falling Up – Liebe öffnet Türen (Falling Up)
- 2018: Mistrust
- 2019: The Untold Story